# صاصل سناني
صاصل سناني (الاسم العلمي: Ornithogalum lanceolatum) هو نوع نباتي يتبع جنس الصاصل من فصيلة الهليونية.

## مرادف الاسم العلمي
- صاصل بيلاردياري (الاسم العلمي:Ornithogalum billardieri)